# Липки (Одоевский район)
Липки — деревня в Одоевском районе Тульской области России.
В рамках административно-территориального устройства относится к Стояновской сельской администрации Одоевского района, в рамках организации местного самоуправления включается в сельское поселение Восточно-Одоевское.

## География
Расположена в 4 км к юго-востоку от райцентра, посёлка городского типа Одоев, и в 66 км к юго-западу к областного центра, г. Тулы.

## История
В 1961 году указом Президиума Верховного Совета РСФСР деревня Аболдуево переименована в Липки.

## Население
| 2010 |
| ---- |
| 5    |